# Arvo (fiume)
L'Arvo è un fiume della Calabria.

## Descrizione
È, insieme al fiume Lese, il principale affluente del fiume Neto, il secondo fiume della Calabria. La confluenza avviene nei pressi del comune di San Giovanni in Fiore, precisamente nella parte a sud della città, in un luogo comunemente chiamato junture ovvero congiunzione. A sua volta il fiume Arvo prima di lambire il centro abitato di San Giovanni in Fiore, raccoglie le acque del fiume Garga e di altri corsi a carattere torrentizio.
Il fiume Arvo, che nasce dai monti della Sila, presso Lorica, entra nel lago omonimo e ne fuoriesce dalla diga ad est del lago, proseguendo il suo corso fino alla giunzione con il Neto.

## Origine del nome
Il nome del fiume deriva dal latino albus (bianco, chiaro, sereno), che poi diverrà nel corso dei secoli dapprima Albo e infine Arvo com’è conosciuto oggi.